# Неметризованная прелюдия
Неметризо́ванная прелю́дия, также беста́ктовая прелю́дия (фр. prélude non mesuré) — жанр инструментальной музыки (первоначально для лютни, позже для виолы да гамба и клавесина) и вид композиционной техники во Франции XVII века. Название объясняется тем, что метр (тактовые черты, тактовый размер) в таких прелюдиях не нотировался, а ритм нотировался условно, лишь как канва для мелодико-ритмической импровизации исполнителя.

## Краткая характеристика
Неметризованные прелюдии встречаются у французских лютнистов XVII века (Ж. Пинеля, Д. Готье и др.), гамбистов (Демаши, Сент-Коломб), особенно часто — у ранних клавесинистов (Ж.-А. д’Англебера, Л. Куперена, Н. Лебега, Э. Жаке де ла Герр, Г. ле Ру). Всего известно около 50 таких прелюдий. В первых десятилетиях XVIII века пьесы этого жанра встречаются у Л.Маршана (1702) и Ж.-Ф.Рамо (в «Первой книге», 1706). Позднейшей, возможно, публикацией во Франции является пособие «L’art de toucher le clavecin» (1716) Ф. Куперена, в которое автор включил 8 прелюдий собственного сочинения. Хотя все эти прелюдии последовательно тактированы, Куперен в Послесловии (p.60) объясняет, что тактирование сделано в учебных целях, для упрощения, и что исполнять их следует «свободно» (т.е. на манер неметризованных).
Неметризованные прелюдии (или стилистические имитации таких прелюдий) изредка встречаются у немецких авторов клавирной музыки, испытавших французское влияние (И. Я. Фробергер, позже И.К.Ф.Фишер).
Прелюдия может быть одночастной, целиком с ненотированным ритмом (как например, прелюдия из сюиты G-dur д’Англебера, см. нотный пример), либо многочастной, где разделы с фиксированным ритмом сочетаются с разделами с нефиксированным ритмом. Пример второго рода — трёхчастная «Прелюдия в подражание Фробергеру» (фр. Prélude а l'imitaion de Mr. Froberger) a-moll Л.Куперена, в которой первый и третий разделы формы неметрические, а второй — небольшая метризованная фуга (ритм и тактовый размер выписаны). Клавесинные сюиты, плачи (итал. lamenti) и томбо́ (фр. tombeaux, музыкальные эпитафии) самого Фробергера метризованы (есть тактовый размер и тактовые черты), но предполагают, тем не менее, «рапсодическую» (квази-импровизационную) ритмизацию на манер французских лютневых прелюдий.
Интерпретация неметризованной прелюдии, этой своеобразной барочной алеаторики — зона исключительной ответственности музыканта-исполнителя, потому каждое «аутентичное» исполнение такой прелюдии непохоже на другое.